# Minutový srdeční objem
Minutový srdeční objem, také minutový výdej srdeční, je fyziologická veličina definovaná jako objem krve, který je vypuzen srdeční komorou do krevního oběhu za jednu minutu.
Z této definice je zřejmý i způsob výpočtu – stačí vynásobit systolický objem srdce (objem krve vypuzený srdcem při jednom stahu) a minutovou srdeční frekvenci (počet srdečních stahů za minutu).
Běžně se minutový srdeční objem pohybuje kolem 5 litrů. Je však zřejmé, že se mění přímo úměrně k srdeční frekvenci, proto například při zvýšené fyzické aktivitě výrazně stoupá.